# Quela
Quela és un municipi de la província de Malanje. Té una extensió de 5.830 km² i 21.847 habitants. Comprèn les comunes de Moma, Quela i Xandele. Limita al nord amb els municipis de Cahombo i Cunda Dia Baze, a l'est amb el de Xá-Muteba, al sud amb el de Cambundi Catembo, i a l'oest amb els de Mucari i Kiuaba Nzoji.